# Comuna Parpurivți
Parpurivți (în ucraineană Парпурівці) este o comună în raionul Vinnîțea, regiunea Vinnița, Ucraina, formată din satele Maidan-Ceapelskîi, Parpurivți (reședința) și Hîjînți.

## Demografie
Componența lingvistică a satului Parpurivți
     Ucraineană (98,72%)
     Rusă (1,04%)
     Alte limbi (0,14%)
Conform recensământului din 2001, majoritatea populației satului Parpurivți era vorbitoare de ucraineană (98,72%), existând în minoritate și vorbitori de rusă (1,04%).